# Szwejkówko
Szwejkówko (deutsch Mittel Schweykowen, 1938 bis 1945 Schweiken) ist ein Dorf in der polnischen Woiwodschaft Ermland-Masuren und gehört zur Stadt- und Landgemeinde Orzysz (deutsch Arys) im Powiat Piski (Kreis Johannisburg).

## Geographische Lage
Szwejkówko liegt in der südöstlichen Woiwodschaft Ermland-Masuren, 18 Kilometer nördlich der Kreisstadt Pisz (Johannisburg).

## Geschichte
Der kleine Gutsort Mittel Schweykowen wurde 1550 gegründet. 1874 wurde er in den Amtsbezirk Wiersbinnen (polnisch Wierzbiny) eingegliedert, der zum Kreis Johannisburg im Regierungsbezirk Gumbinnen (1905 bis 1945: Regierungsbezirk Allenstein) in der preußischen Provinz Ostpreußen gehörte. Die Zahl der Einwohner im Gutsbezirk Mittel Schweykowen belief sich im Jahre 1910 auf 48.
Aufgrund der Bestimmungen des Versailler Vertrags stimmte die Bevölkerung im Abstimmungsgebiet Allenstein, zu dem Mittel Schweykowen gehörte, am 11. Juli 1920 über die weitere staatliche Zugehörigkeit zu Ostpreußen (und damit zu Deutschland) oder den Anschluss an Polen ab. In Mittel Schweykowen stimmten 40 Einwohner für den Verbleib bei Ostpreußen, auf Polen entfielen keine Stimmen.
Am 30. September 1928 wurde Mittel Schweykowen in die Gemeinde Groß Schweykowen (1938 bis 1945: Scharnhorst, polnisch Szwejkowo, nicht mehr existent) eingegliedert.
Mit dem gesamten südlichen Ostpreußen kam Mittel Schweykowen, das am 3. Juni (amtlich bestätigt am 16. Juli) 1938 in „Schweiken“ umbenannt worden war, 1945 in Kriegsfolge zu Polen und erhielt die polnische Namensform „Szwejkówko“. Heute ist das Dorf Sitz eines Schulzenamtes (polnisch Sołectwo) und somit eine Ortschaft im Verbund der Stadt- und Landgemeinde Orzysz (Arys) im Powiat Piski (Kreis Johannisburg), bis 1998 der Woiwodschaft Suwałki, seither der Woiwodschaft Ermland-Masuren zugehörig.

## Kirche
Bis 1945 war Mittel Schweykowen resp. Schweiken in die evangelische Kirche Arys in der Kirchenprovinz Ostpreußen der Kirche der Altpreußischen Union sowie in die römisch-katholische Kirche Arys im damaligen Bistum Ermland eingepfarrt.
Heute gehört Szwejkówko wie gehabt zu Orzysz, das jetzt dem Bistum Ełk in der Römisch-katholischen Kirche in Polen zugeordnet ist. Die evangelischen Einwohner halten sich zur Kirchengemeinde in Pisz (Johannisburg) in der Diözese Masuren der Evangelisch-Augsburgischen Kirche in Polen.

## Verkehr
Szwejkówko liegt westlich der polnischen Landesstraße 63 zwischen Orzysz (Arys) und Kociołek Szlachecki (Adlig Kessel) und ist über eine Stichstraße zu erreichen. Die nächste Bahnstation ist Orzysz an der – allerdings nicht mehr regulär befahrenen – Bahnstrecke Czerwonka–Ełk (deutsch Rothfließ–Lyck).